# Michael Foale
Colin Michael Foale CBE (* 6. Januar 1957 in Louth, Lincolnshire, Großbritannien) ist ein ehemaliger US-amerikanischer Astronaut, der ebenfalls britischer Staatsbürger ist. Bis 2008 war er der US-Amerikaner mit dem längsten Gesamtaufenthalt im All: 373 Tage, 18 Stunden und 18 Minuten, dann wurde dieser Rekord von Peggy Whitson gebrochen. Außerdem war Foale der erste Brite, der eine Außenbordtätigkeit absolvierte.
Foale erhielt an der Kings School in Canterbury eine humanistische Ausbildung. Sein Abschlusszeugnis erhielt er 1975. Danach besuchte er die Universität Cambridge. An deren Queens’ College studierte er zunächst Physik und erwarb 1978 einen Bachelor. Vier Jahre später promovierte er im Fach Astrophysik. Als begeisterter Sporttaucher nahm er während seiner Studienzeit an mehreren wissenschaftlichen Tauchprojekten teil, die er teilweise selbst organisierte.
Anfang der 1980er Jahre siedelte Foale in die USA über und nahm für kurze Zeit eine Tätigkeit bei McDonnell Douglas im texanischen Houston an, bevor er im Sommer 1983 im Johnson Space Center anfing. Er war im Flugkontrollzentrum bis zum Frühjahr 1986 für den Nutzlastbetrieb bei Shuttle-Missionen zuständig.
2003 wurde Foale Kommandant der ISS-Expedition 8 (zusammen mit dem Kosmonauten Alexander Kaleri). Sein sechsmonatiger Aufenthalt im All endete am 29. April 2004.
Mit diesem Flug zog er mit den Astronauten John Young, Story Musgrave, Jerry Ross, Franklin Chang-Diaz, Curtis Brown, Jim Wetherbee, gleich, die vor ihm sechs Raumflüge absolvieren durften.
Er wurde im Dezember 2004 zum Commander of the British Empire ernannt.
Foale verließ die NASA im August 2013, um ein elektrisches Flugzeug zu konstruieren, das die Kosten um 90 % senken soll. Außerdem ist er Berater der Inspiration-Mars-Stiftung.